# Oedura jowalbinna
Espèce
Oedura jowalbinna est une espèce de gecko de la famille des Diplodactylidae.

## Répartition
Cette espèce est endémique du Nord-Est du Queensland en Australie. 

## Publication originale
- Hoskin & Higgie, 2008 : A new species of velvet gecko (Diplodactylidae: Oedura) from north-east Queensland, Australia. Zootaxa, n. 1788, p. 21–36.